# Veľký Kamenec (hrad)
Velký Kamenec je zřícenina hradu u stejnojmenné obce v nejjižnější části Východoslovenské nížiny v Bodrocké rovině 14 km na jihozápadně od Královského Chlmce v Košickém kraji.

## Dějiny
Roku 1283 panství patřilo Matyášovi z rodu Ratoldovců. O pět let později je koupil rod Bokšů, jehož příslušníci si roku 1323 rozdělili majetek. Tehdy byl poprvé zmíněn kamenecký hrad, z čehož plyne, že byl založe někdy mezi roky 1288–1323. V roce 1438 se připomíná hrad, který měl věž. Potom ho v roce 1451 dobyl Jan Jiskra a podnikal z něj výpady do blízkého i vzdálenějšího okolí. Když 1458 obsadilo hrad královské vojsko, byla na tomto hradě podepsána mírová smlouva mezi Janem Jiskrou a Janem Hunyadim. Pravděpodobně v důsledku těchto událostí koncem 15. století provedli Soósové na hradě velké opravy a vybudovali velké opevnění. V 17. století, když se tehdejší majitel Juraj Soós aktivně účastnil Vesselényiho povstání, císařské vojsko 1672 hrad zbouralo.

## Exteriér
Původní jádro hradu tvořené věží a obvodovým opevněním stálo na nejvyšším vrcholu hradního kopce. Součástí hradu byla pravděpodobně i cisterna na nádvoří. Dnešní téměř trojúhelníkový půdorys hradu s oblými a polygonálními baštami situovanými na nárožích vznikl při přestavbě v 15. století, kdy byl hrad nově opevněn. Součástí areálu je i valové opevnění a zdi sahající až po kostel pod hradem, který mohl být jeho částí.
Z hradu se zachovalo několik zdí: nárožní polygonální bašta a značně zničená kulatá dělová bašta. Na polygonální baště s přilehlými zdmi se zachovaly dělové střílny a otvory oken. Na místě, kde bylo nádvoří, je do kamene vysekaná cisterna.